# Charles de Nassau-Usingen
Charles de Nassau-Usingen (en allemand : Karl von Nassau-Usingen), né à Usingen le 31 décembre 1712, mort à Biebrich le 21 juin 1775.
Il est prince de Nassau-Usingen de 1718 à 1775, prince de Nassau-Idstein de 1735 à 1775.

## Biographie
À la mort de son père, en 1718, c’est sa mère, Charlotte-Amélie, qui exerce la régence. De 1729 à 1731, le jeune prince étudie à l’Université de Gießen puis il voyage à Paris et retrouve en 1731 la principauté d’Usingen en traversant la Lorraine. En 1733, l'empereur le proclame majeur et il monte sur le trône de la principauté de Nassau-Usingen.
L'extinction de plusieurs lignées de la Maison de Nassau permet l'annexion de Sarrebrück (1723), d’Ottweiler (1728) et d’Idstein à ses terres. En 1735 il réorganise ces fiefs en faveur de son frère cadet Guillaume Henri, qui devient comte de Nassau-Sarrebrück, principauté de 22 000 habitants et de 31 km2 (la plus petite de tout le Saint-Empire).
Le 11 août 1736, il fut décoré de l’Ordre de l'Aigle blanc. La résidence des princes de Nassau-Usingen, qui depuis 1659 se trouvait dans la ville de montagne d'Usingen (Taunus) devint en 1744 le château de Biebrich, qui n'était jusque-là qu'une résidence d'été. En forêt de Wiesbaden, le prince Charles crée une Faisanderie dépendant du pavillon de chasse qu'il avait fait bâtir en 1749.
Au mois de décembre 1768, il est décoré de l’Ordre de l'Éléphant.
Le prince Charles a bénéficié d'une part des réformes éclairées instituées sous la régence de sa mère, d'autre part de la prospérité retrouvée de ses sujets. Il favorisa particulièrement le développement de Wiesbaden, siège de son gouvernement, qu'il logeait dans l'ancien château ; il réorganisa la loterie ducale et tenta de combattre la fuite de capitaux en prohibant l'importation du café. Wiesbaden vit l'ouverture d'une imprimerie et d'une manufacture de faïences.

## Famille
Fils de Guillaume de Nassau-Usingen et de Charlotte de Nassau-Dillenbourg.
En 1734, Charles de Nassau-Usingen épousa Christiane-Wilhelmine de Saxe-Eisenach (1711-1740), (fille du duc Jean-Guillaume de Saxe-Eisenach)
Quatre enfants sont nés de cette union :
- Charles-Guillaume de Nassau-Usingen (1735-1803), prince de Nassau-Usingen de 1797 à 1803, en 1760 il épousa Caroline Félicitée de Leiningen-Dagsbourg (1734-1810). (trois enfants)
- Christine de Nassau-Usingen (1736-1741)
- Frédéric Auguste de Nassau-Usingen, prince de Nassau-Usingen, duc de Nassau
- Jean-Adolphe de Nassau-Usingen (1740-1793)

En deuxièmes noces, il épouse Margareth Maria Magdalena Groß (1714-1787), fille du bourgmestre de Wiesbaden. Celle-ci étant sans titre de noblesse, le mariage est considéré comme morganatique. Quatre enfants naissent de cette union, dont deux seulement survivent plus d'un an :
- Philippine-Catherine de Biburg (1744-1798), qui épousa en 1773 Charles-Frédéric de Kruse (de) (1737–1806)
- Charles-Philippe de Weilnau (1746-1789)
- Sophie-Christine (1750)
- Guillaume Henri  (1755)

Charles de Nassau-Usingen appartint à la septième branche (Nassau-Weilbourg), elle-même issue de la seconde branche (Nassau-Wiesbaden-Idstein) de la Maison de Nassau. Cette lignée de Nassau-Weilbourg appartint à la tige valmérienne qui donna des grands-ducs au Luxembourg.